# Franziska Batthyány

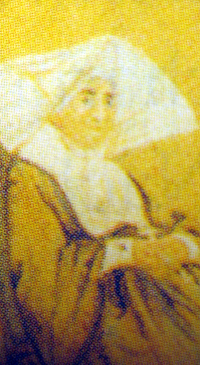
Gräfin Franziska Batthyány als Ordensschwester der Genossenschaft der Töchter der christlichen Liebe vom Hl. Vinzenz von Paul

Gräfin Franziska Batthyány (* 4. November 1783 in Wien; † 10. Oktober 1861 in Pinkafeld), geborene Gräfin Széchenyi war eine Adelige aus der ungarischen Magnatenfamilie Batthyány. Sie stiftete zahlreiche Bauten und das Kloster in der Herrschaft Pinkafeld und war Komponistin.

## Leben

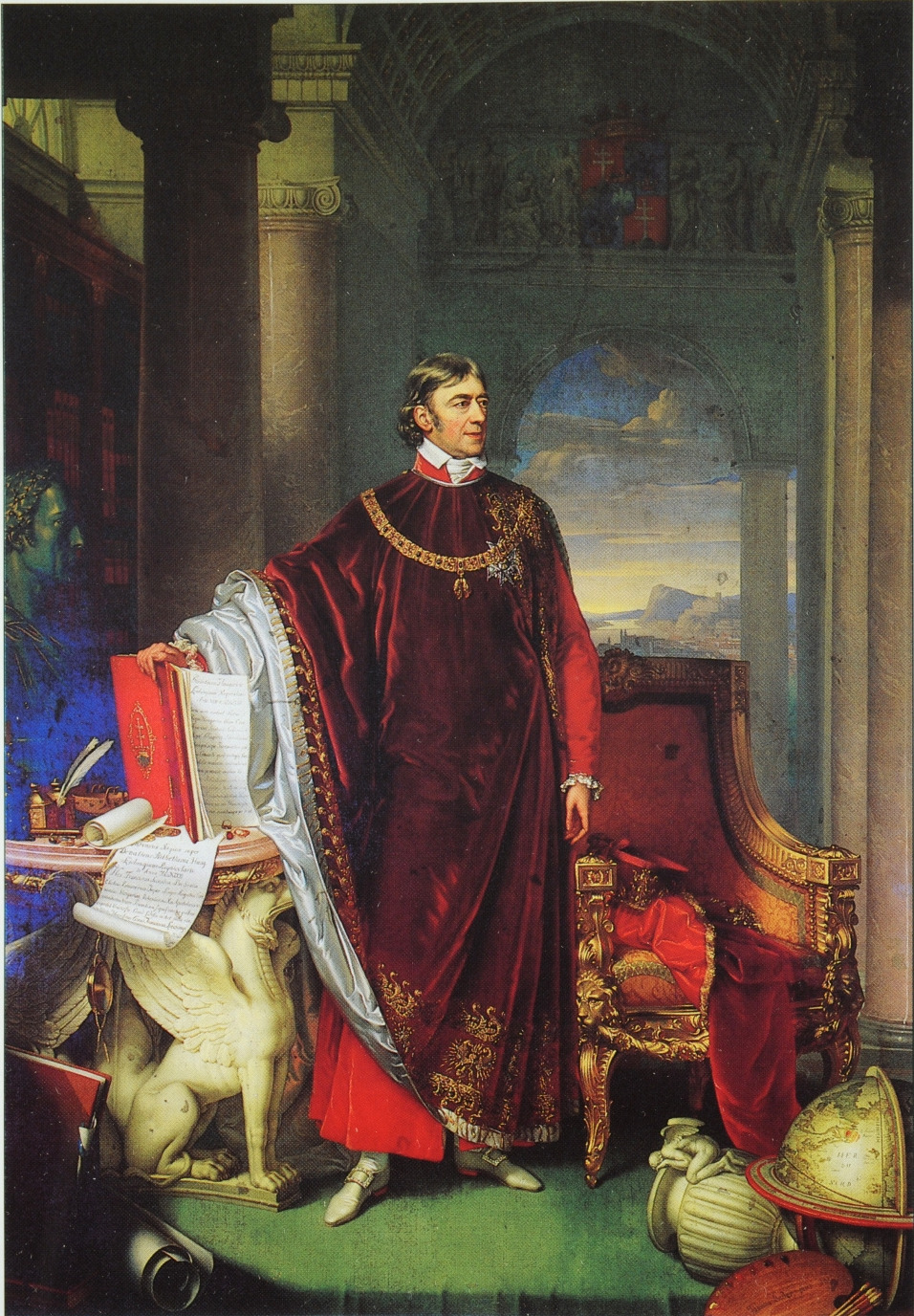
Vater Franz Széchényi

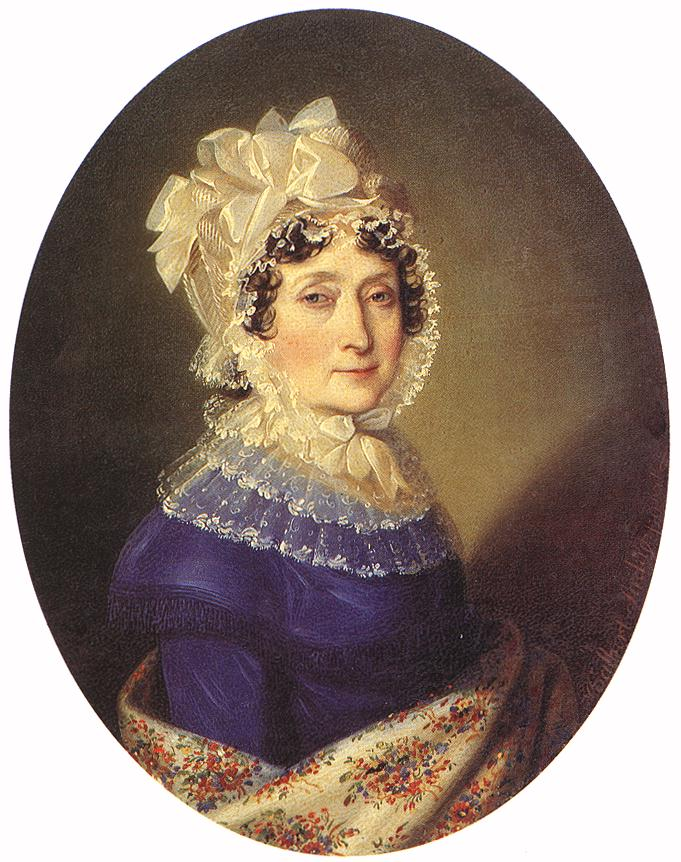
Mutter Julianna

Franziska Batthyány (auch Fanny genannt) wurde am 4. November 1783 als Tochter des ungarischen Adeligen Franz Széchényi und seiner Frau Julianna (geborene Festetics) geboren. Széchenyi war Politiker und Gründer der Ungarischen Nationalbibliothek und des Ungarischen Nationalmuseums. Ihr Bruder war István Széchenyi, der „größte Ungar“. Mit 19 Jahren heiratete sie 1802 den Inhaber der Herrschaft Pinkafeld, Graf Nikolaus Batthyány (* 23. Juni 1774; † 14. April 1842). Von nun an lebte sie in Wien und in Pinkafeld.
Vater Franz zog 1810 mit seiner Familie von Ungarn nach Wien-Landstraße um, wo er einen literarischen Salon führte, der romantisch-religiös orientiert war und als Hofbauerkreis bekannt wurde. Klemens Maria Hofbauer, den später heiliggesprochenen Redemptoristen, sowie seine Freunde und Schüler wie den Dichter und Pfarrer Zacharias Werner, die Maler Leopold Kupelwieser und Eduard Steinle, Roman Sebastian Zängerle (1824 bis 1848 Bischof in Graz-Seckau) sowie den Arzt und Autor geistlicher Werke Johann Emanuel Veith lernte sie in ihrem Elternhaus kennen und schätzen. Von Hofbauer beeindruckt bekannte sie sich fortan durch ihre persönliche Geisteshaltung und ihr soziales und karitatives Wirken zur Erneuerung des Christentums im Sinne Klemens Maria Hofbauers. Die Gräfin lud zahlreiche Mitglieder des Hofbauerkreises in ihren Wohnsitz nach Pinkafeld ein und so wurde das Pinkafelder Schloss häufig Sammelpunkt der Wiener Romantiker und kultureller Mittelpunkt der Gemeinde. Zacharias Werner, der als Prediger in Wien zur Zeit des Wiener Kongresses Bekanntheit erlangte, predigte auch in Pinkafeld. Zahlreiche Kunstwerke wie beispielsweise der von Werner gedichtete Spruch an der Pinkafelder Mariensäule erinnern an diese Zeit. Regelmäßiger Gast im Schloss und im Kreise der Romantiker war der mit der Gräfin befreundete Pinkafelder Pfarrer Joseph Michael Weinhofer. Weinhofer war ein beliebter Prediger und Seelsorger in einer Zeit, in der die Pinkafelder Bevölkerung von zahlreichen Bränden und Räuberbanden heimgesucht wurden. Die Gräfin unterstützte ihre Untertanen finanziell.

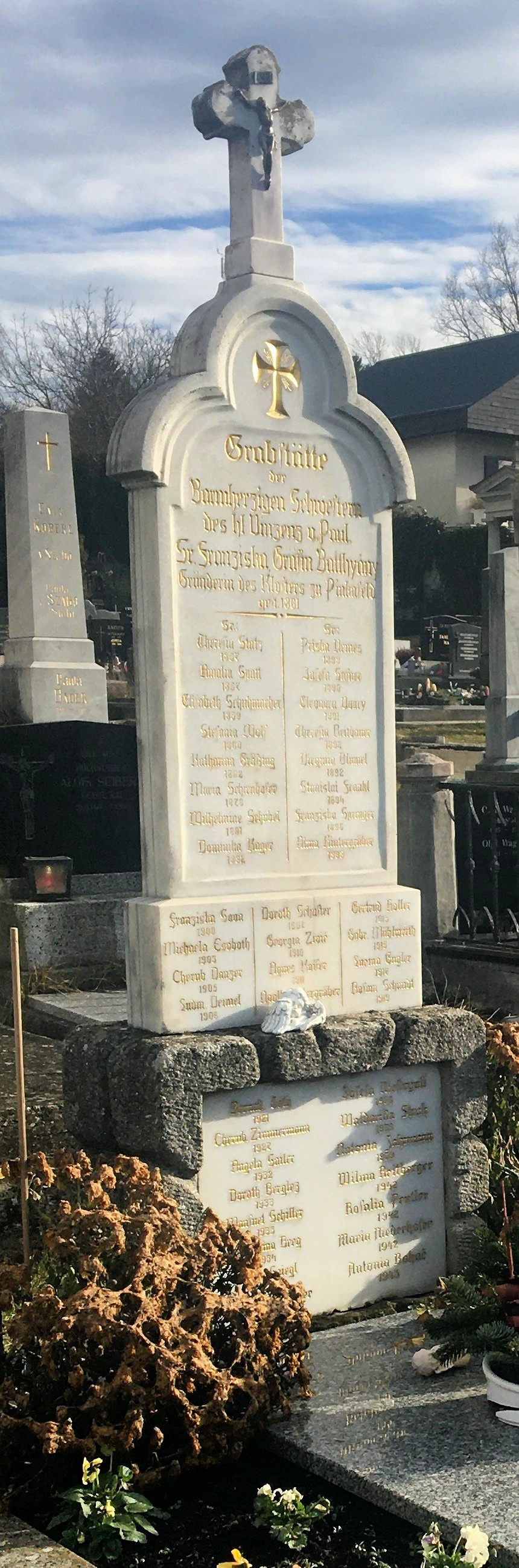
Grabmal auf dem Friedhof Pinkafeld

Als Komponistin sah man Franziska Batthyàny erstmals 1816 als eine Bekannte der Batthyànys, Dorothea von Schlegel, mit der Bitte an sie herantrat, Lieder des Regensburger Dompredigers Franz Josef Weinzierls zu vertonen. 1818 komponierte sie die Musik zu religiösen Gedichten des Schriftstellers Anton Passy. Weiters vertonte sie das Lied „Wach ich früh morgens auf“ dessen Text Zacharias Werner in Pinkafeld verfasst hatte. In der Schule des von ihr gegründeten Klosters gab die Gräfin bis in ihre letzten Lebensjahre Gesangsunterricht.
1835 stiftete sie gemeinsam mit ihrem Gatten eine Kapelle am Pinkafelder Friedhof. Erbaut wurde die Kapelle vom Wiener Architekten Carl Roesner, der ebenfalls dem Bekanntenkreis der Gräfin zuzurechnen ist. Roesners Freund Eduard Steinle malte das kunsthistorisch bedeutsame Altarbild und die Predella für die Kapelle. Nach dem Tod ihres Mannes (1842) fasste sie den Entschluss ins Kloster zu gehen. 1851 berief sie aus Graz die Genossenschaft der Töchter der christlichen Liebe vom Hl. Vinzenz von Paul nach Pinkafeld denen sie das Kloster St. Vinzenz mit Schule, Spital und Waisenhaus stiftete. Am 7. Februar 1854 trat sie selbst als Novizin in das von ihr gegründete Kloster ein, wo sie am 2. Februar 1860 das Gelübde ablegte und sich der Alten- und Krankenpflege widmete. Gräfin Franziska Batthyàny starb am 10. Oktober 1861 in Pinkafeld und wurde am Pinkafelder Friedhof beigesetzt.